# Johann Christian von Düring der Jüngere
Johann Christian von Düring (* 16. April 1792 in Dannenberg; † 29. Januar 1862 in Hannover) war ein deutscher Kameralist, Forstbeamter und Freikorpsoffizier in Diensten des Kurfürstentums und Königreichs Hannover in den Befreiungskriegen.

## Herkunft
Von Düring war der dritte Sohn des königlich-hannoverschen Oberforstmeisters, später Generalforstdirektors und Oberjägermeisters, Johann Christian von Düring (1751–1823) und dessen Ehefrau Marie Ulrike Friederike von Lindau (* 26. August 1762; † 16. Juni 1832). Damit war er Angehöriger des alten niedersächsischen Adelsgeschlechts Düring. Der Stammsitz der Familie ist der Ort Düring, heute in der Gemeinde Loxstedt im Landkreis Cuxhaven.

## Karriere

### Anfänge im Forstdienst
Düring strebte wie sein Vater eine Karriere im Forstdienst an. Von 1808 und 1809 erhielt er von Forstinspektor Philipp Christian Friedrich Bodecker in Lauenstein seine erste praktische Berufsbildung und besuchte von 1810 bis 1811 das Forstinstitut in Stuttgart unter der Leitung von Georg Ludwig Hartig. Durch ein inzwischen erlangtes Patent als mecklenburg-strelitz’scher Forst- und Jagdjunker entging er – nach der Annexion Hannovers durch das Französische Kaiserreich – dem französischen Militärdienst. Nach seiner Rückkehr aus Stuttgart arbeitete Düring bei seinem Vater, der inzwischen Oberforstmeister in Lauenburg an der Elbe geworden war. In dessen schwieriger Stellung als Chef der Forstverwaltung in dem nun französischen Departement Elbmündung konnte er ihm hilfreiche Dienste leisten.

### In den Befreiungskriegen
Nachdem Düring es vorher aus beruflichen und patriotischen Gründen abgelehnt hatte, in den schwedischen Militärdienst einzutreten, trat er während der Erhebung gegen Napoleon 1813 den Hannoverschen Truppen bei und beteiligte sich auch selbst an Anwerbungen. Ab dem 18. März 1813 warb er innerhalb weniger Tage 50 Lauenburgische Jäger an, die er dem in Hamburg mit der Aufstellung eines freiwilligen Feldjägercorps Kielmannseggeschen Jäger beschäftigten Oberst Friedrich von Kielmansegg überstellte. Als Teil dieser Truppe nahm Düring an den französischen Feldzügen von 1813/14 teil. Im Januar 1814 wurde er zum Hauptmann und Kompaniechef befördert und kehrte nach dem Frieden von Paris 1814 in seinen eigentlichen Beruf zurück.
Am 27. Oktober 1814 wurde Düring zum Oberforstamtsauditor des lauenburg’schen Forstdepartement ernannt. Das Wintersemester 1814/15 nutze er für eine Weiterbildung im Fach Kameralwissenschaft an der Universität Berlin, woraufhin er im Frühjahr 1815 zum Forstjunker ernannt wurde. Durch die Ereignisse von 1815 trat er erneut in den Militärdienst ein und wurde als Hauptmann in die 2. Jägerkompanie des nur aus gelernten Forstleuten gebildeten königlichen Feldjägercorps berufen. In dieser Stellung nahm er erneut an den Kämpfen gegen Frankreich teil und wurde danach Kommandeur des königlichen Feldjägercorps in Göttingen. Diese Stellung bekleidete er bis 1820, betrieb aber weiterhin forstliche Studien, Reisen und zeitweise Aufenthalte bei Oberforstämtern.

### Weiterer Werdegang
Im März 1820 schied Düring endgültig aus dem Militärdienst aus und wurde wenige Monate später Forstmeister in Rotenburg, wo er umfangreiche Aufforstungen (Luhner Holz) vornahm.
Von 1838 bis 1842 wurde er von König Ernst August von Hannover zum Gouverneur der Ausbildung des erblindeten damals 18-jährigen Kronprinzen Georg von Hannover berufen. Diese Stellung verließ Düring am 1. März 1842 auf eigenen Wunsch, um in den praktischen Forstdienst zurückzukehren. Er wurde zum Oberforstmeister in Northeim ernannt und einige Jahre später wegen seiner fundierten theoretischen und praktischen Erfahrungen im Forstwesen zum Chef des Forstwesens in die Domänenkammer Hannover berufen. Schwerpunkte seiner Arbeit dort waren nicht nur die Pflege der Wälder, er bemühte sich auch um das Personal, indem er zum Beispiel 1851 einen Sterbekassenverein gründete. Darüber hinaus förderte er auch die Forstwirtschaft auf Gemeindeebene. Dem Hannoverschen Staatsrat gehörte er ab 1852 an.
Im Jahre 1853 trat er von seinen Stellungen im Forstwesen aus gesundheitlichen Gründen zurück, verblieb aber bis zu seinem Tod im Staatsrat. Er starb 1862 und wurde in dem von ihm selbst geschaffenen Rotenburger Eichenhain begraben. An der Grabstätte haben Hannoversche Forstbeamte ein Granitdenkmal errichtet. Das Grab liegt heute auf dem Gelände der nach ihm benannten von-Düring-Kaserne. In dem Grab fand auch sein Kampfgefährte der Befreiungskriege Christian Schultz seine letzte Ruhestätte, während Frau von Düring gemeinsam mit dem Herzen ihres Ehemannes auf dem Kirchhof in Rotenburg begraben wurde.

## Familie
Er heiratete am 2. Juni 1826 in Ipswich Georgine Luise Frederike Meyer (* 8. Juli 1804; † 16. Dezember 1836). Das Paar hatte mehrere Kinder:
- Otto Emil (* 23. Januar 1829; † 18. Oktober 1912) ⚭ 1859 Ida Henriette Wilhelmine Auguste Helmine von Engel (* 10. November 1827)
- Georgine Marie Karoline (* 4. Dezember 1836; † 5. Dezember 1878) ⚭ 1859 Otto von Lützow (* 20. Mai 1832; † 28. Mai 1900) Herr auf Tessin, Groß-Salitz mit Radegast und Schönwalde

## Auszeichnungen
- Guelphen-Orden, Kommandeur I. Klasse (1851)[1]
- Waterloo-Medaille (Hannover)
- Kriegsdenkmünze 1813 (Hannover)
- Schwedischer Schwertorden, Ritterkreuz (in Brillanten)
- Schwedische Schwertmedaille
- Hanseatische Ehrenmedaille

## Schriften
- Tagebuch des Kgl. Hannoverschen Oberforstmeisters, Geheimen Rathes, Generallieutenants Excellenz Johann Christian von Düring, geb.: Dannenberg, den 16. April 1792, gest.: Hannover, den 29. Januar 1862, 1903